# Азоло
Азоло (італ. Asolo, вен. Axol) — муніципалітет в Італії, у регіоні Венето, провінція Тревізо.
Азоло розташоване на відстані близько 440 км на північ від Рима, 55 км на північний захід від Венеції, 30 км на північний захід від Тревізо.
Населення — 9116 осіб (2014).

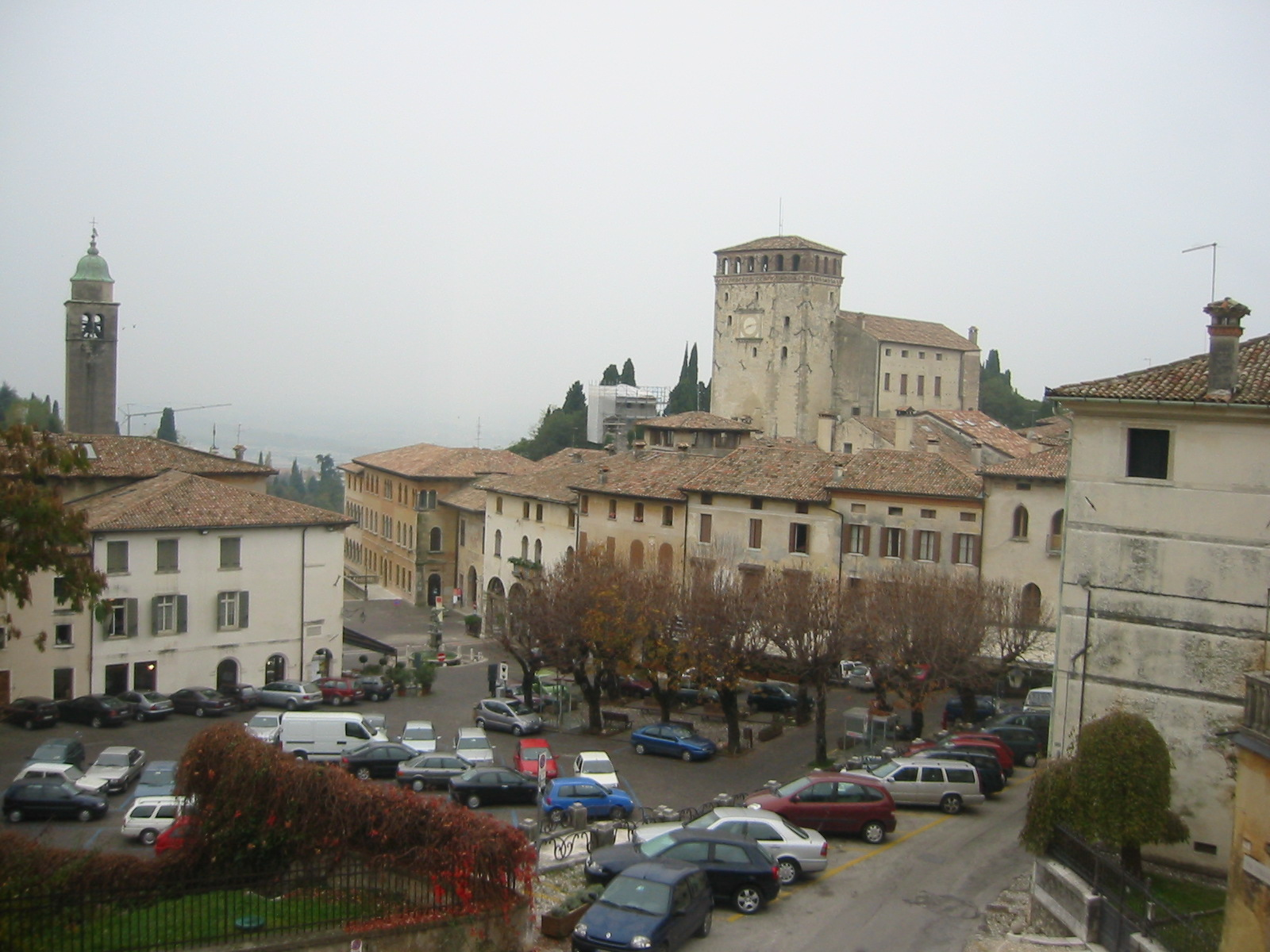

Щорічний фестиваль відбувається 7 листопада. Покровитель — San Prosdocimo di Padova.

## Демографія
Населення за роками:

Станом на 1 січня 2023 року в муніципалітеті офіційно проживало 1169 іноземців з 62 країн, серед них 624 громадяни країн Євросоюзу та 30 громадян України.

## Сусідні муніципалітети
- Альтіволе
- Кастелькукко
- Фонте
- Мазер
- Монфумо
- Падерно-дель-Граппа
- Рієзе-Піо-X